# Davide Perez
Davide Perez (ur. 1711 w Neapolu, zm. 30 października 1778 w Lizbonie) – włoski kompozytor. 

## Życiorys
Urodził się w rodzinie pochodzenia hiszpańskiego. W latach 1722–1733 uczył się kompozycji i kontrapunktu w Conservatorio di S. Maria di Loreto w Neapolu u Francesco Manciniego i Giovanniego Veneziano. Zadebiutował w 1735 roku wystawioną w Neapolu operą La nemica amante. Do 1752 roku wystawił łącznie 19 oper. W latach 1738–1739 był wicekapelmistrzem Real Cappella Palatina w Palermo, następnie 1741–1748 jej kapelmistrzem. W 1748 roku wyjechał do Neapolu, następnie odbył podróż do Rzymu, Wenecji, Genui, Mediolanu oraz Wiednia, gdzie poznał Pietro Metastasia.
W 1752 roku na zaproszenie króla Józefa I wyjechał do Lizbony, gdzie pozostał do końca życia w charakterze kapelmistrza dworu królewskiego i nauczyciela księżniczek. Pisał wystawne opery na potrzeby teatrów królewskich i miejskich, po ich zniszczeniu w trzęsieniu ziemi w 1755 roku tworzył głównie muzykę religijną. W 1774 roku został członkiem Academy of Ancient Music w Londynie. Pod koniec życia stracił wzrok.

## Twórczość
Twórczość Pereza należy do okresu przejściowego między barokiem a klasycyzmem. Był jednym z czołowych reprezentantów szkoły neapolitańskiej 2. połowy XVIII wieku, przyczyniając się do pogłębienia wyrazu dramatycznego w operze seria. Za życia wysoko ceniony, uznawany był za rywala Hassego i Jommellego. Jego sława szybko jednak przeminęła i już pod koniec XVIII wieku popadł w zapomnienie. Swoją twórczością wywarł wpływ na rozwój muzyki scenicznej i religijnej w Portugalii.

## Ważniejsze kompozycje
(na podstawie materiałów źródłowych)

### Opery
- La nemica amante (Neapol 1735)
- Li travestimenti amorosi (Neapol 1740)
- Il Siroe (Neapol 1740)
- L’eroismo di Scipione (Palermo 1741)
- Demetrio (Palermo 1741, 2. wersja Lizbona 1766)
- Astartea (Palermo 1743)
- Medea (Palermo 1744)
- Alessandro nell’Indie (Genewa 1744, 2. wersja Lizbona 1755)
- Merope (Genewa 1744)
- L’idola incantata (Palermo 1746)
- Artaserse (Florencja 1748)
- La clemenza di Tito (Neapol 1749)
- Vologeso (Wiedeń 1750)
- Il Farnace (Rzym 1750)
- Andromaca (Wiedeń 1750)
- Semiramide (Rzym 1750)
- Ezio (Mediolan 1751)
- La Didone (Genua 1751)
- La Zenobia (Mediolan 1751)
- Demofoonte (Lizbona 1752)
- Adriano in Siria (Lizbona 1752)
- L’Eroe cinese (Lizbona 1753)
- Olimpiade (Lizbona 1753)
- L’Ipermestra (Lizbona 1754)
- Lucio Vero (Werona 1754)
- Solimano (Lizbona 1757)
- Enea in Italia (Lizbona 1759)
- La Berenice (Werona 1762)
- Giulio Cesare (Lizbona 1762)
- L’isola disabitata (Lizbona 1767)
- Il Cinese (Lizbona 1769)
- Creusa in Delfo (Lizbona 1774)
- Il ritorno di Ulisse in Itaca (Lizbona 1774)
- L’Eroe coronato (Lizbona 1775)
- La pace fru la Virtù e la Bellezza (Lizbona 1777)

### Utwory wokalno-instrumentalne

#### Świeckie
- serenada Il trionfo di Venere (Palermo 1738)
- componimento drammatico civile L’amor pittore (Neapol 1740)
- La vera felicità (Lizbona 1761)

#### Religijne
- Mattutino de’ morti na 5 głosów i orkiestrę (Londyn 1774)
- oratorium Il martirio di S. Bartolomeo
- 8 mszy na chór i orkiestrę
- części mszalne
- Maginifcat
- antyfony
- motety